# Gonzalo Téllez
Gonzalo Téllez Gonzalo anche in spagnolo e in galiziano, Gonçalo, in portoghese e Gonçal, in catalano (nella seconda metà del IX secolo – dopo il 915 e prima del  929), è stato conte di Castiglia dal 901 circa al 904 circa e fu conte di Lantarón e Cerezo (ca.897-ca.915).

## Origine
Nobile castigliano, figlio di Tello Arronchez, che, tra l'870 e l'880, fondò, assieme al padre Arroncio, il monastero di San Vicente de Acosta, mentre della madre non si conoscono né il nome né gli ascendenti.

Secondo la Gran Enciclopèdia Catalana era discendente dei Sandoval, signori di Sandoval de la Reina.

## Biografia
Dopo la morte di Diego Rodriguez Porcelos, nell'885, la contea di Castiglia si era frantumata in tante piccole contee, e Gonzalo aveva ottenuto, nell'897, dal re delle Asturie, Alfonso III Magno le contee di Lantarón e Cerezo (che si estendevano dal fiume Nervión alla Sierra de la Demanda, a nord della Rioja), e nella zona di Valpuesta, nella Comarca di Merindades, con le fortificazioni di Lantarón, Cerezo e Pancorbo, assicurando la difesa della frontiera orientale del regno delle Asturie contro i Mori, soprattutto la famiglia dei Banu Qasi; anche il religioso, che fu anche storico, Fray Justo Pérez de Urbel, nel suo Historia del Condado de Castilla (non consultato) sostiene che Gonzalo costruì il castello di Lara e compare per l'ultima volta presente in Castiglia, come conte, nel 916.
Sempre da Alfonso III, nel 901, Gonzalo ottenne il titolo di conte di Castiglia, in contrapposizione a Nuño Muñoz, come risulta da un documento della Colección documental del monasterio de San Pedro de Cardeña datato 902 (non consultato).

La penisola iberica, nel 910 circa.

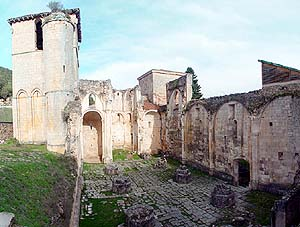
Resti del monastero di San Pedro de Arlanza

Nel gennaio del 912, il suo nome compare, unitamente a quello della moglie, Flámula, ed al nuovo conte di Castiglia, Gonzalo Fernández, nel documento n° III del cartulario de san pedro de arlanza, inerente la fondazione del monastero di San Pedro de Arlanza, Hortigüela, Burgos.
Fu tra i protagonisti, assieme a Gonzalo Fernández ed a Nuño Nuñez (che fu il ripopolatore di Roa de Duero, Burgos), dell'espansione, completata nel 912, del regno di León, sino al fiume Duero, come riporta La web de las biografias.

Gonzalo Téllez fu considerato il ripopolatore di Osma, sempre nel 912, come riportano gli Annales Complutense.
Nel documento n° 9 del Cartulario de Valpuesta, datato 913, Gonzalo viene citato come conte in Castiglia.
Il re di León, García I, nel 913, raggiunse la frontiera orientale del suo regno (Regno di León), con le sue truppe e, partendo dai domini di Gonzalo Téllez, avanzò nella Rioja, conquistando Nájera e Calahorra e ponendo l'assedio ad Arnedo, che resistette. Poi, senza apparente motivo, le truppe leonesi si ritirarono, molto probabilmente per una grave infermità di García, che morì nell'anno successivo (914).
Risulta che, nel 915, Gonzalo e la moglie fecero un'altra donazione al Monastero di San Pedro de Cardeña, come risulta dal documento n° 8 della Colección documental del monasterio de San Pedro de Cardeña (non consultato).
Non si sa con esattezza quando Gonzalo sia morto: dopo il 915, per la citazione sopra riportata, e prima del 929, data in cui la moglie fece una donazione, sempre al monastero di Cardenas, in suffragio dell'anima del marito, come risulta dal documento n° 18 della Colección documental del monasterio de San Pedro de Cardeña (non consultato).

## Matrimonio e discendenza
Gonzalo aveva sposato, prima del 902, Flamula Fernandez, figlia di Fernando Muñoz e di Gutina Diaz e sorella di Gonzalo Fernández de Burgos, come riporta Fray Justo Pérez de Urbel, nel suo Historia del Condado de Castilla (non consultato).

Gonzalo dalla moglie Flamula ebbe tre figli:
- Gutierre Gonzales, citato nel documento di donazione al Monastero di San Pedro de Cardeña, del 902;
- Ansur Gonzales, citato nel documento di donazione al Monastero di San Pedro de Cardeña, del 902;
- Munio Gonzales, che, nel 932, si rivolse al conte di Castiglia, Fernan Gonzales, per un arbitrato, come riportato nel documento n° 22 della Colección documental del monasterio de San Pedro de Cardeña datato 932 (non consultato)[1].

### Fonti primarie
- (LA)  España sagrada. Volumen 23
- (LA)  cartulario de san pedro de arlanza

### Letteratura storiografica
- Rafael Altamira, Il califfato occidentale, in L’espansione islamica e la nascita dell’Europa feudale, collana «Storia del mondo medievale», II volume, Milano, Garzanti, 1999  [1979],  pp. 477–515, SBN RAV0065639.